# Kroatien beim Eurovision Young Musicians
Übertragende Rundfunkanstalt

Erste Teilnahme
1994
Bisher letzte Teilnahme
2022
Anzahl der Teilnahmen
14
Höchste Platzierung
2 (1998)
Dieser Artikel befasst sich mit der Geschichte Kroatiens als Teilnehmer des Wettbewerbs Eurovision Young Musicians.

## Regelmäßigkeit der Teilnahme und Erfolg im Wettbewerb
Kroatien nahm erstmals 1994 am Eurovision Young Musicians teil. Die erste und bis heute einzige Platzierung unter den besten drei gelang 1998 durch die Cellistin Monika Leskovar. 
Am 30. November 2023 gab der verantwortliche Sender Hrvatska radiotelevizija (HRT) bekannt, dass man 2024 nicht am Wettbewerb teilnehmen werde. Zuvor hatte Kroatien seit dem Jahr 2002 an jedem Wettbewerb teilgenommen.

## Liste der Beiträge
Farblegende: – 1. Platz. – 2. Platz. – 3. Platz. – ausgeschieden im Halbfinale/in der Qualifikation. – keine Teilnahme/nicht qualifiziert.
| Jahr | Interpret                | Instrument               | Stücke | Platz Finale                                     | Platz Halbfinale                                 | Nationale Vorentscheidung         |
| ---- | ------------------------ | ------------------------ | --- | ------------------------------------------------ | ------------------------------------------------ | --------------------------------- |
| 1994 | Ana Vidović              | Gitarre                  | Serenata española von Joaquim Malats i Miarons | Ausgeschieden                                    | k. A. / 24                                       |                                   |
| 1996 | Auf Teilnahme verzichtet | Auf Teilnahme verzichtet | Auf Teilnahme verzichtet | Auf Teilnahme verzichtet                         | Auf Teilnahme verzichtet                         | Auf Teilnahme verzichtet          |
| 1998 | Monika Leskovar          | Cello                    | Concerto for Violoncello and Orchestra, adagio von Edward Elgar | 2 / 8                                            | k. A. / 13                                       |                                   |
| 2000 | Jan Jankovic             | Waldhorn                 | unbekannt | Ausgeschieden                                    | k. A. / 24                                       |                                   |
| 2002 | Ivo Dropulich            | Violine                  | unbekannt | Ausgeschieden                                    | k. A. / 20                                       |                                   |
| 2004 | Kajana Pačko             | Cello                    | unbekannt | Ausgeschieden                                    | k. A. / 16                                       |                                   |
| 2006 | Varga Zita               | Cello                    | unbekannt | Ausgeschieden                                    | k. A. / 8                                        |                                   |
| 2008 | Marin Maras              | Violin                   | Sonata in c minor (Largo-Allegro moderato) von Francesco Geminiani Scherzino von Franjo Krežma Zigeunerweisen, op. 20 von Pablo de Sarasate                                                                 | Ausgeschieden                                    | k. A. / 16                                       |                                   |
| 2010 | Filip Merčep             | Marimba                  | Konzert für Marimbaphon und Streichorchester II. rythmique, energique von Emmanuel Séjourné | k. A. / 7                                        | k. A. / 15                                       |                                   |
| 2012 | Katarina Kutnar          | Violin                   | Scherzo in c-minor form F-A-E sonata von Johannes Brahms Carmen Phantasie, op.66 von Franz Drdla | Ausgeschieden                                    | k. A. / 14                                       |                                   |
| 2014 | Sara Domjanić            | Violin                   | Sonate für Violine in C-moll, Op.45, No.3 (1. mvt: Allegro molto ed appassionato) von Edvard Grieg Valse-Scherzo in C-dur, Op.34 von Pjotr Iljitsch Tschaikowski Zigeunerweisen, Op.20von Pablo de Sarasate | k. A. / 14                                       | k. A. / 7                                        |                                   |
| 2016 | Marko Martinović         | Tamburica                | Meditationen (from the Opera Thaïs) von Jules Massenet | k. A. / 11                                       | Direkt für das Finale qualifiziert               | Euroviziji mladih glazbenika 2016 |
| 2018 | Jan Tominić              | Saxophon                 | Fantaisie sur un thème original von Jules Demersseman Cinq danses exotiques von Jean Françaix Aria von Eugène Bozza Brasileira from Scaramouche von Darius Milhaud                                          | Ausgeschieden                                    | k. A. / 9                                        | Nationaler Vorentscheid           |
| 2020 | Ivan Petrović-Poljak     | Klavier                  | Absage wegen der COVID-19-Pandemie durch die EBU | Absage wegen der COVID-19-Pandemie durch die EBU | Absage wegen der COVID-19-Pandemie durch die EBU | Nationaler Vorentscheid           |
| 2022 | Ivan Petrović-Poljak     | Klavier                  | 1. Klavierkonzert von Franz Liszt | k. A. / 9                                        | Direkt für das Finale qualifiziert               | interne Auswahl                   |
| 2024 | Auf Teilnahme verzichtet | Auf Teilnahme verzichtet | Auf Teilnahme verzichtet | Auf Teilnahme verzichtet                         | Auf Teilnahme verzichtet                         | Auf Teilnahme verzichtet          |

## Ausgetragene Wettbewerbe
Kroatien sollte den Wettbewerb im Jahr 2020 austragen.
| Jahr | Stadt  | Austragungsort                    | Moderation |
| ---- | ------ | --------------------------------- | ---------- |
| 2020 | Zagreb | Musikakademie Zagreb (Halbfinale) | –          |
| 2020 | Zagreb | König-.Tomislav-Platz (Finale)    | –          |

## Impressionen

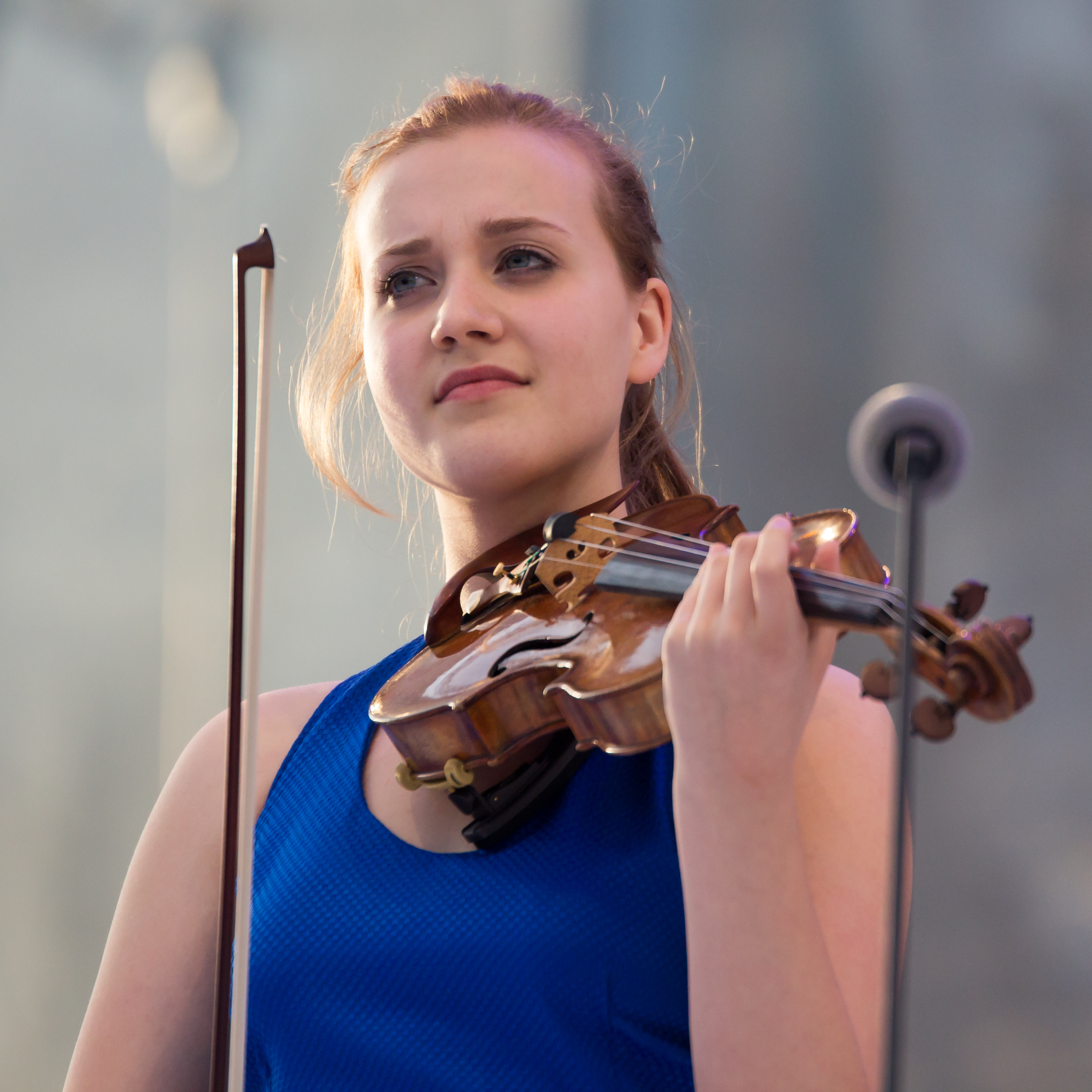
Sara Domjanić 2014
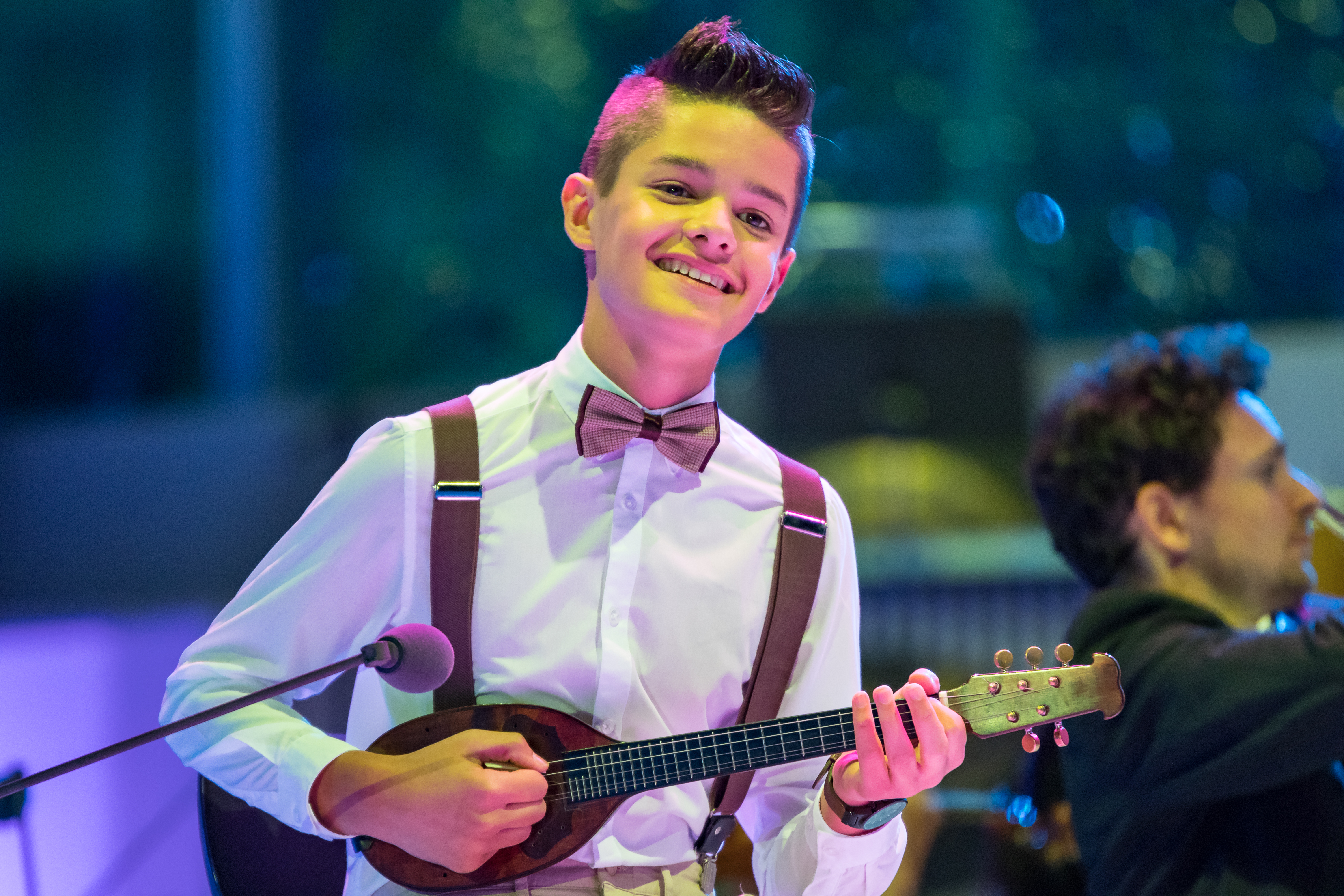
Marko Martinović 2016